# Lucilia aureovultu
Lucilia aureovultu este o specie de muște din genul Lucilia, familia Calliphoridae, descrisă de Theowald în anul 1957. Conform Catalogue of Life specia Lucilia aureovultu nu are subspecii cunoscute.